# Samuel Clifford Adams Jr.
Samuel Clifford Adams Jr. (* 15. August 1920 in Waco, Texas; † 2. August 2001 in Center, Texas) war ein US-amerikanischer Entwicklungshelfer und Diplomat.

## Leben
Samuel Clifford Adams Jr. wuchs in Houston auf, wo er 1936 die Highschool abschloss. Danach studierte er mit einem Stipendium Soziologie an der Fisk University. Er begann ein Doktoratsstudium an der University of Chicago, das er mit Ausbruch des Zweiten Weltkriegs unterbrach, um als Zivilist im Norfolk Navy Yard zu arbeiten. Da er dort als Afroamerikaner diskriminiert wurde, wechselte er als Freiwilliger zum United States Army Air Corps, bei dem er als Assistent des Militärgeistlichen auf der Randolph Air Force Base zum Einsatz kam. Adams setzte sich für bessere Arbeitsbedingungen für Afroamerikaner am Stützpunkt ein. Er trat 1952 in den Dienst der Economic Cooperation Administration und wurde Bildungsberater der technischen und wirtschaftlichen Sondermission in Indochina. In Saigon lernte er französisch und vietnamesisch. 1953 schloss er sein Doktoratsstudium an der University of Chicago ab.
Adams wurde 1955 Leiter des Bildungsbüros der International Cooperation Administration und wirkte in Kambodscha. Er studierte von 1957 bis 1958 südostasiatische und afrikanische Sprachen an der University of London. Danach arbeitete er bis 1960 als leitender Bildungsberater für die Entwicklungshilfe-Behörde USAID in Lagos. Anschließend verbrachte er zwei Jahre in Bamako, gefolgt von Reisen durch Kamerun, die Elfenbeinküste und Liberia. Adams war von 1965 bis 1968 als Direktor von USAID in Rabat tätig. In dieser Funktion ließ er Lehrfilme über Weizenanbau herstellen. 1967 war er Mitglied der US-Delegation zur Generalversammlung der Vereinten Nationen. Samuel Clifford Adams Jr. wurde 1968 Botschafter der Vereinigten Staaten in Niger. Dieses Amt übte er etwas länger als ein Jahr aus. 1969 kehrte er in die Vereinigten Staaten zurück und wurde Direktor des Afrika-Büros von USAID in Washington, D.C. Er ging 1975 in den Ruhestand.